# Zalabai Gábor
Zalabai Gábor (Budapest, 1962. február 11. – Budapest, 2005. április 16.) szociális munkás, önkormányzati képviselő, fogyatékosügyi aktivista

## Élete
A középiskolát a Radnóti Gimnáziumban végezte. 1981-ben baleset következtében lebénult.
Az 1980-as évek közepén bekapcsolódott a kibontakozó mozgássérült egyesületi életbe, külföldi konferenciákra is eljutott. A rendszerváltáskor bekerült a Fővárosi Önkormányzat képviselőtestületébe, Magyarország első fogyatékos politikusaként. 1996-ban szociális munkás végzettséget később szociálpolitikusi másoddiplomát szerzett. Az 1994-es választásokon sikeres listás bejutása ellenére inkább köztisztviselői feladatok ellátását, mint rokkantpolitikai referens a cselekvési program kidolgozását és megvalósításában való részvételt választotta.